# Sportjahr 1911
Liste der Sportjahre

◄◄ | ◄ | 1907 | 1908 | 1909 | 1910 | Sportjahr 1911 | 1912 | 1913 | 1914 | 1915 | ► | ►►

Weitere Ereignisse

## Ereignisse

### Badminton
Höhepunkte des Badmintonjahres 1911 waren die All England, die Irish Open, die Scottish Open und die French Open.

#### Internationale Veranstaltungen
| Veranstaltung | Herreneinzel       | Dameneinzel            | Herrendoppel                         | Damendoppel                              | Mixed                                |
| ------------- | ------------------ | ---------------------- | ------------------------------------ | ---------------------------------------- | ------------------------------------ |
| All England   | Guy Sautter        | Margaret Larminie      | Percy Douglas Fitton Edward Hawthorn | Alice Gowenlock Dorothy Cundall          | George Alan Thomas Margaret Larminie |
| French Open   | George Alan Thomas | Lavinia Clara Radeglia | George Alan Thomas Guy Sautter       | Lavinia Clara Radeglia Mary K. Bateman   | Guy Sautter Lavinia Clara Radeglia   |
| Irish Open    | George Alan Thomas | -                      | Guy Sautter George Alan Thomas       | Lavinia Clara Radeglia Margaret Larminie | George Alan Thomas Margaret Larminie |
| Scottish Open | George Alan Thomas | -                      | Edward Hawthorn Guy Sautter          | V. I. Todd H. C. A. Longmuir             | George Alan Thomas W. S. Gill        |

### Fechten
- 17. Dezember: Der Deutsche Fechter-Bund wird gegründet.

### Fußball
- 29. April: Der Verband Brandenburgischer Ballspielvereine wird auf Druck des DFB durch den Zusammenschluss der Verbände Verband Berliner Ballspielvereine, Märkischer Fußball-Bund und Verband Berliner Athletik-Vereine gegründet.
- Der am 16. Mai gegründete Niederösterreichische Fußballverband richtet ab September die erste offizielle österreichische Fußballmeisterschaft aus, zu der nur Wiener Vereine zugelassen sind.

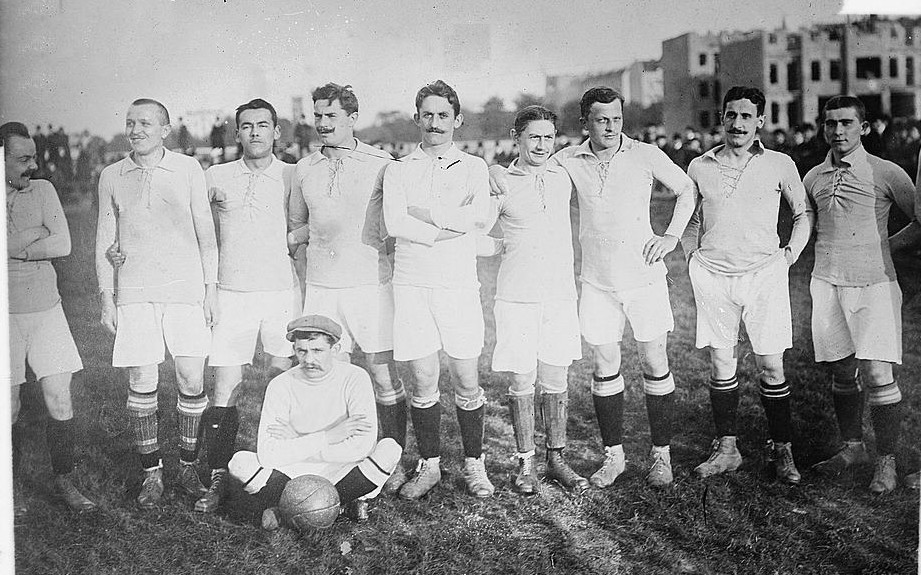
Die Spieler der BFC Viktoria

- Deutsche Fußballmeisterschaft 1910/11: Berliner TuFC Viktoria 89 gewinnt das Finale am 4. Juni gegen VfB Leipzig mit 3:1. Der Berliner Willi Worpitzky wird Torschützenkönig.
- Die Young Boys Bern werden Schweizer Fussballmeister.
- Durch die Fusion der Frankfurter Pioniervereine Frankfurter FC Victoria 1899 und Frankfurter Kickers entsteht der Frankfurter FV, Vorläufer der Eintracht Frankfurt.

### Leichtathletik

#### Leichtathletikrekorde
- 3. April: Ellen Hayes, USA, springt im Dreisprung der Damen in Sweetbriar 10,21 m und damit als erste Frau über zehn Meter.
- 30. Mai: Dan Ahearn, USA, springt im Dreisprung der Herren 15,52 m. Diese Weite wird ein Jahr später als erster offizieller Weltrekord in dieser Disziplin anerkannt.
- 4. Juni: Hermann Müller, Deutschland, geht die 20.000-Meter-Gehen der Herren in 1:38:43 h.
- 16. November: Jean Bouin, Frankreich, läuft die 10.000 Meter der Herren in 30:58,8 min.
- Der Kanadier Hans Holmer stellt in Edinburgh einen neuen Weltrekord im Marathonlauf in 2:32:21 h 4/5 Sekunden auf.[1]

### Motorsport

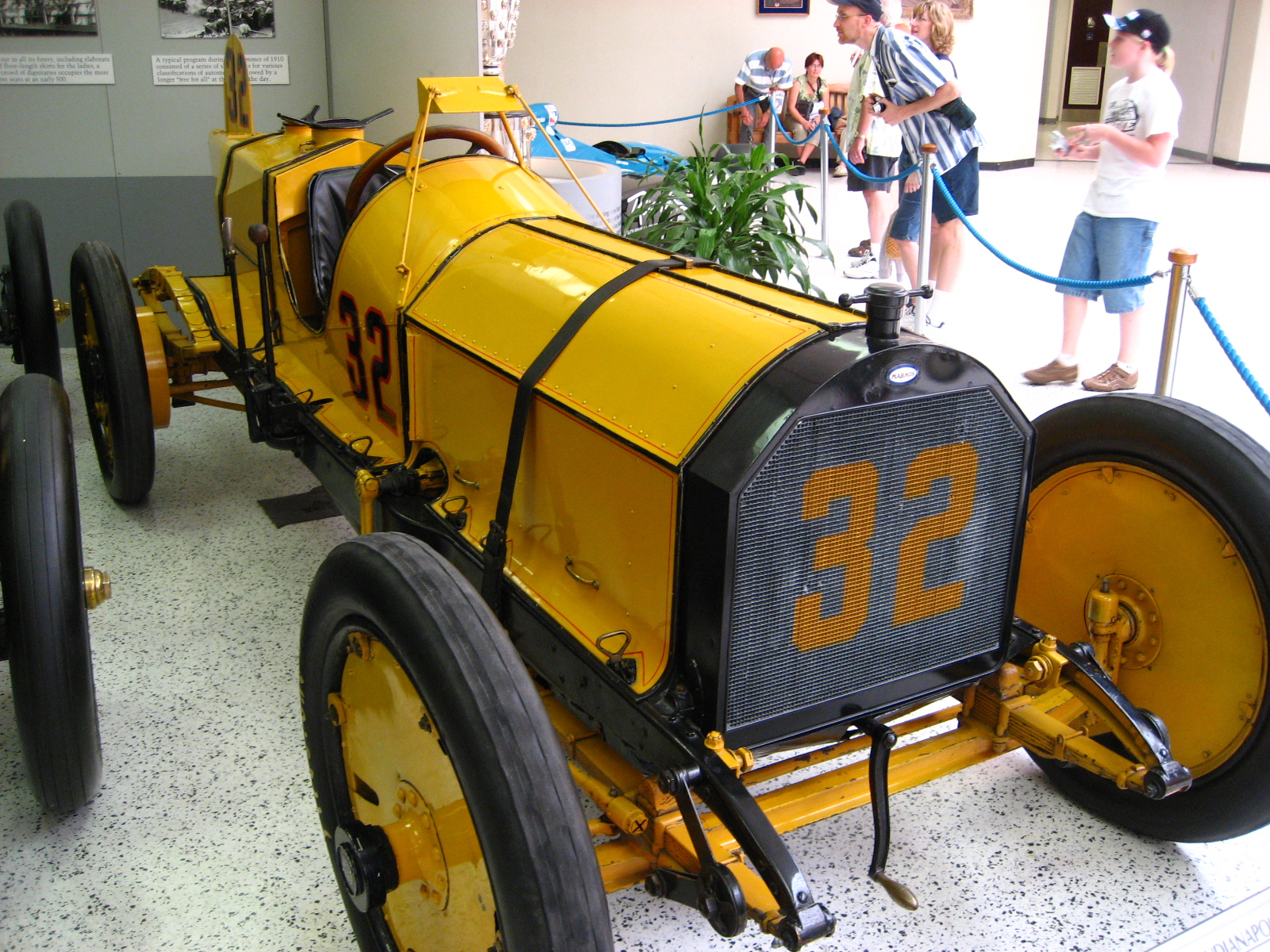
Marmon Wasp des ersten Siegers Ray Harroun

- 30. Mai: Auf dem Indianapolis Motor Speedway findet erstmals das 500-Meilen-Rennen von Indianapolis statt. Der Sieger heißt Ray Harroun auf einem Marmon Wasp, der für die 500 Meilen 6 Stunden, 42 Minuten und 11 Sekunden benötigt. Das entspricht einer Durchschnittsgeschwindigkeit von 116,89 km/h. Das Rennen führt in den USA zu einer Motorsporteuphorie und zieht den Bau vieler weiterer Speedway-Strecken nach sich.

### Radfahren
- 15. Mai – 6. Juni: Giro d’Italia 1911, Carlo Galetti wiederholt seinen Gesamtsieg vom Vorjahr. Der Franzose Lucien Petit-Breton gewinnt als einziger Nicht-Italiener eine Etappe.
- 21. – 27. Mai: Quer durch Deutschland 1911, Gesamtsieger wird Hans Ludwig, der auch das Sechstagerennen in Mainz gewinnt.

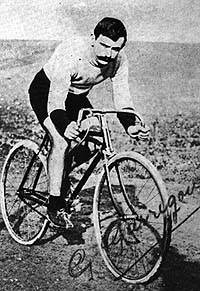
Gustave Garrigou

- 2. – 30. Juli: Nachdem sich die Pyrenäen-Etappen des Vorjahres als großer publizistischer Erfolg erwiesen haben, führt die Tour de France 1911 erstmals auch durch die Alpen. 56 von 84 Fahrern erreichen das Ziel in Paris nicht. Gustave Garrigou wird Gesamtsieger, nachdem seinem härtesten Konkurrenten Paul Duboc auf der Strecke eine Trinkflasche mit einer offensichtlich giftigen Substanz gereicht worden ist. Duboc wird trotz dem Zwischenfall Zweiter.
- Sommer: UCI-Bahn-Weltmeisterschaften 1911 in Rom. Der Bund Deutscher Radfahrer nimmt nach Auseinandersetzungen mit dem Weltradsportverband Union Cycliste Internationale nicht teil und führt Anfang Dezember eigene „Weltmeisterschaften“ in Dresden durch.
- Die Distanzradfahrt Wien–Berlin wird zum dritten Mal durchgeführt.

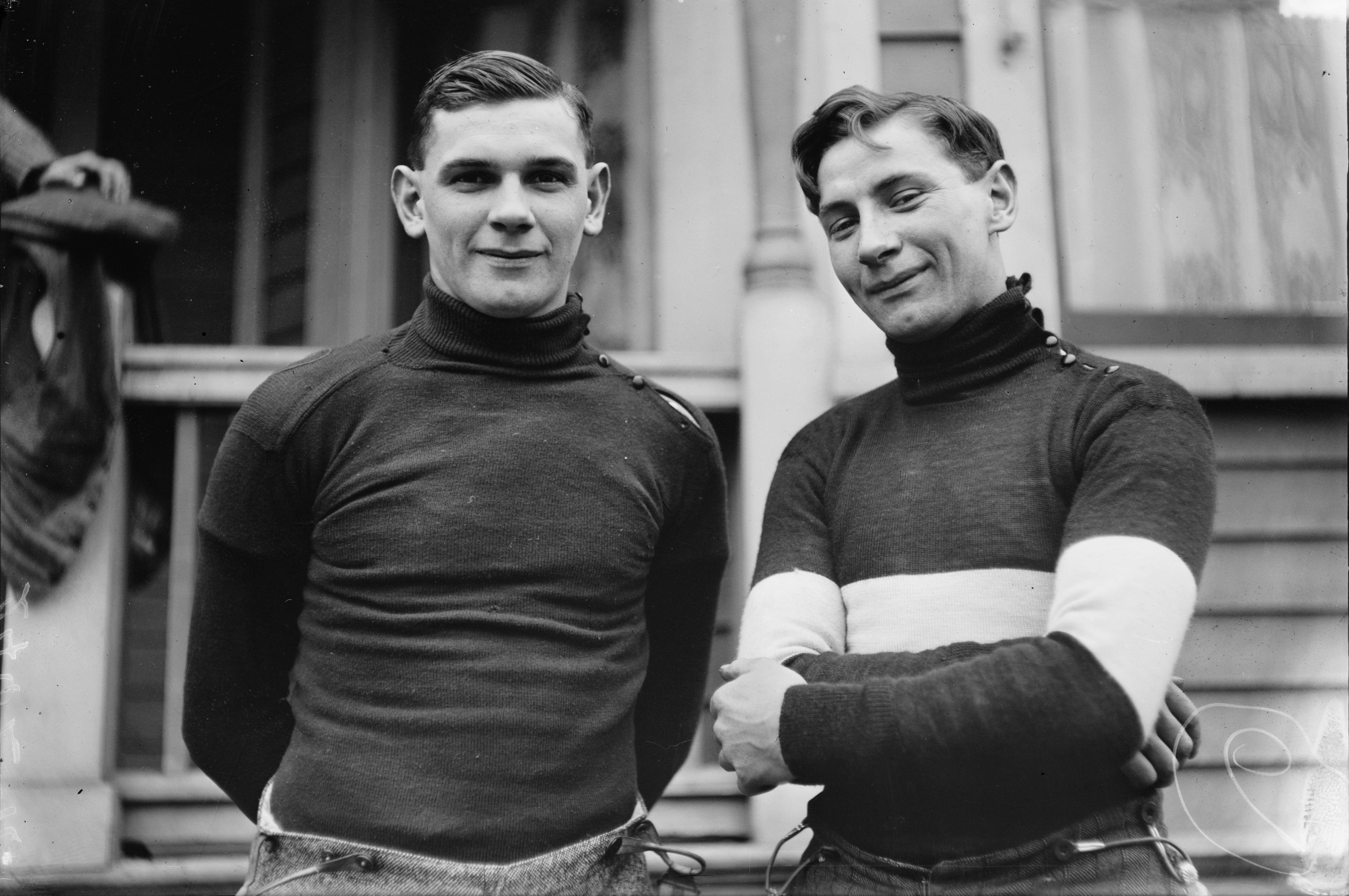
Franz und Paul Suter, 1912

- Franz und Paul Suter, 1912Die Schweizer Brüder Paul und Franz Suter gewinnen das Hamburger Sechstagerennen.[2]

### Ringen
- 25. – 28. März: Ringer-Weltmeisterschaften 1911 in Helsinki
- Vier Turniere in Stuttgart, Berlin, Dresden und Wien nehmen für sich in Anspruch, Ringer-Weltmeisterschaften zu sein, sie gelten heute als Inoffizielle Ringer-Weltmeisterschaften 1911.
- Ringer-Europameisterschaften 1911

### Rudern
- 1. April: Oxford besiegt Cambridge im Boat Race in 18′29″.

### Rugby
- 2. Januar – 5. März: Five Nations 1911 der Rugby-Union: Turniersieger wird Wales, das mit Siegen gegen alle anderen Teilnehmer zum ersten Mal den Grand Slam schafft, mit Siegen gegen alle britischen Mannschaften auch die Triple Crown.

### Schach
- Das Spiel Capablanca – Bernstein, San Sebastián 1911 wird eine der berühmtesten Partien der Schachgeschichte. Der am Beginn seiner Karriere stehende Kubaner José Raúl Capablanca besiegt den Russen Ossip Bernstein, der zuvor Bedenken gegen seine Teilnahme geäußert hat.

### Schwimmen

#### Schwimmmeisterschaften
- Deutsche Schwimmmeisterschaften 1911

#### Schwimmrekorde
- 11. März: Hermann Pentz, Deutsches Reich, schwimmt die 200 Meter Rücken in Magdeburg in 2:50,6 min.
- 28. März: Charles Daniels, Vereinigte Staaten, schwimmt die 200 Meter Freistil in Pittsburgh in 2:25,4 min.
- 17. Juli: András Baronyi, Ungarn, schwimmt die 100 Meter Rücken in Budapest in 1:18,8 min.
- 21. September: Thomas Battersby, Großbritannien, schwimmt die 400 Meter Freistil in London in 5:35,8 min.

### Wintersport

#### Bobsport/Rodeln
- 6. Januar: Beim Bobrennen in zwei Läufen der Frauen in Semmering gewinnt der Bob mit Frau Adametz und Fräulein Dworzak. Beim großen Bobrennen Des Deutschen Sportvereins in Präbichl gewinnt der Bob Vordernberg mit der Besatzung Moser – Völkl. Bei den Rodelwettbewerben in Igls gewinnt Karl Markel aus Graz das Einsitzerrennen und das Doppel Knoflach – Spöhr das Zweisitzerrennen.[3]
- 5. November: Der Deutsche Bobsleigh-Verband wird gegründet.
- 26. Dezember: Der Deutsche Rodelbund wird gegründet. Die beiden Vereine werden 1949 im Bob- und Schlittenverband für Deutschland zusammengefasst.

#### Eishockey
- 13. bis 15. Januar: Eishockeyturnier in Les Avants 1911
- 15. bis 17. Februar: An der Eishockey-Europameisterschaft 1911 nehmen wie im Vorjahr vier Mannschaften teil. Neben den bereits 1910 teilnehmenden Mannschaften aus Belgien, der Schweiz und Deutschland spielt zum ersten Mal eine Vertretung Böhmens mit, dafür fehlt Titelverteidiger Großbritannien. Die Böhmische Eishockeynationalmannschaft wird mit drei Siegen und nur einem Gegentor Europameister.
- Die Oxford Canadiens gewinnen den dritten Coupe de Chamonix.

#### Eiskunstlauf
- 22. Januar: Bei den Eiskunstlauf-Weltmeisterschaften 1911 für Damen siegt die Ungarin Lily Kronberger zum zweiten Mal nach 1908. Das deutsch-finnische Paar Ludowika Eilers und Walter Jakobsson gewinnt den Paarlauf.
- 12. Februar: Der Schwede Per Thorén gewinnt die Eiskunstlauf-Europameisterschaft 1911 in St. Petersburg.

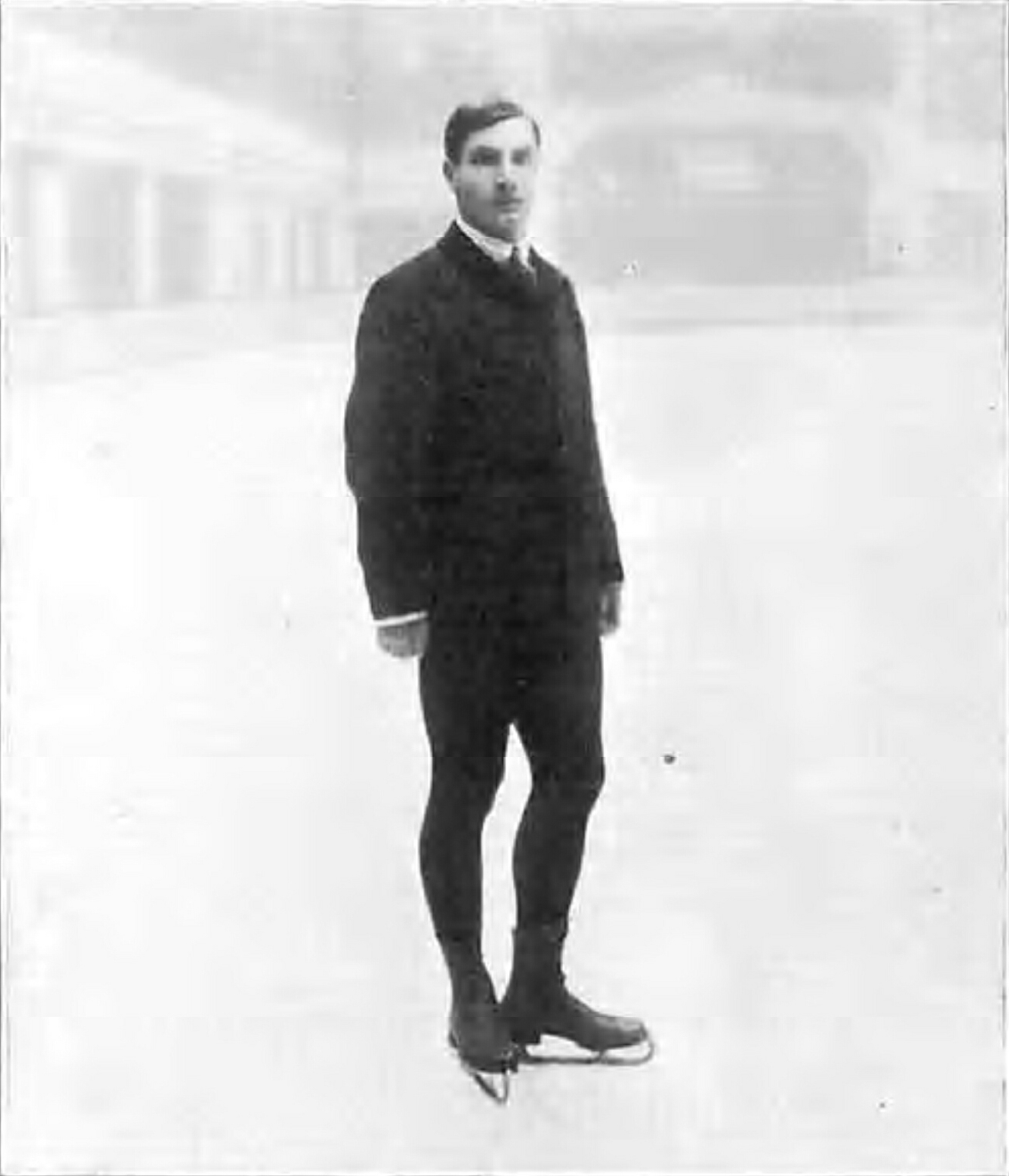
Ulrich Salchow, Schweden

- 3. Februar: Der Schwede Ulrich Salchow wird bei der Eiskunstlauf-Weltmeisterschaft in Berlin zum zehnten Mal Weltmeister im Eiskunstlauf der Herren.

#### Eisschnelllaufrekorde
- 4. Februar: Nikolai Strunnikow, Russisches Reich, läuft in Kristiania (Oslo) die 5000 Meter Eisschnelllauf in 8:37,2 min.

#### Skilanglauf
- 6. Januar: Beim Gruppenlauf für Dreiermannschaften (Strecke von ungefähr 7 km Länge mit 1 km schwacher Gegensteigung) in Admont gewinnen Richard und Rudolf Gerin mit Otto Pitschmann.[3]

#### Skispringen
- Der US-Amerikaner Anders Haugen erreicht beim Skispringen auf dem Wolverine Hill in Ironwood, USA, die Weite von 46,3 Metern.
- Die Österreicherin Paula von Lamberg, „die fliegende Gräfin“, erzielt auf der Schattbergschanze in Kitzbühel „im langen Rock und tadelloser Haltung“ eine Sprungweite von 22 Metern.
- 6. Januar: Beim Skispringen in Semmering gewinnt Hans Rüdinger vom OeWSC Graz den Seniorenwettbewerb mit gestandenen 21½ Metern.[4]
- Rudolf Biehler springt auf dem Feldberg mit 35 m deutschen Rekord.[5]

### Vereinsgründungen

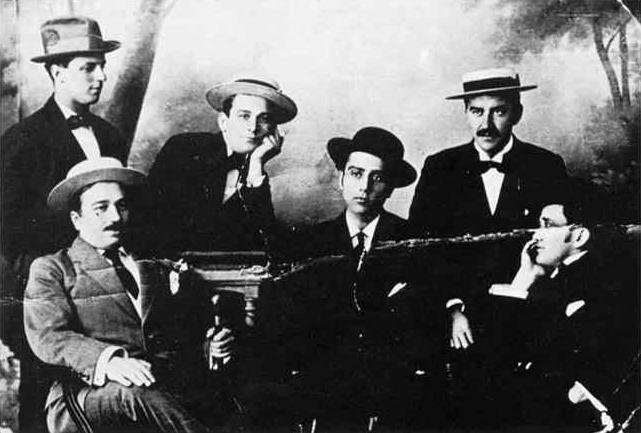
Gründungsmitglieder Hajduks von 1911

- 13. Februar: Studenten gründen im Prager Lokal U Fleků den Fußballverein Hajduk Split.
- 16. März: In Budapest wird der Sportverein Vasas Budapest gegründet.
- 30. Juni: Der Arbeitersportverein SV Sparta Berlin wird gegründet.

### Sonstiges
- Das Russische Olympische Komitee wird gegründet.

## Geboren

### Januar
- 01. Januar: Guido Santin, italienischer Ruderer († 2008)
- 02. Januar: Albert Vandeplancke, französischer Schwimmer und Wasserballspieler († 1939)
- 03. Januar: Norman Gagne, kanadischer Skispringer († 1986)
- 03. Januar: Fritz Huschke von Hanstein, deutscher Motorsportler († 1996)
- 04. Januar: Enrico Lorenzetti, italienischer Motorradrennfahrer († 1989)
- 05. Januar: Friedl Däuber, deutscher Skirenn- und Skilangläufer († 1997)
- 06. Januar: Ted Clayton, südafrikanischer Radrennfahrer († 1994)
- 06. Januar: Friedrich Hendrix, deutscher Leichtathlet († 1941)
- 06. Januar: Felix Rinner, österreichischer Leichtathlet († 1976)
- 06. Januar: Hein Thorn Prikker, deutscher Motorradrennfahrer († 1998)
- 07. Januar: René Bougnol, französischer Fechter († 1956)
- 09. Januar: Gunnar Bärlund, finnischer Boxer († 1982)
- 10. Januar: Nazım Aslangil, türkischer Skirennläufer († unbekannt)
- 11. Januar: Charles Kessler, Schweizer Eishockeyspieler († 1998)
- 16. Januar: Roger Lapébie, französischer Radrennfahrer († 1996)
- 16. Januar: Arne Tuft, norwegischer Skilangläufer († 1989)
- 18. Januar: Hans-Hilmar Staudte, deutscher Schachmeister und Problemkomponist († 1979)
- 20. Januar: Alfredo Foni, italienischer Fußballspieler und -trainer († 1985)
- 20. Januar: Eddie Schroeder, US-amerikanischer Eisschnellläufer († 2005)
- 20. Januar: Franz Schüßler, österreichischer Eishockeyspieler († 1942)
- 21. Januar: William Graber, US-amerikanischer Leichtathlet († 1996)
- 22. Januar: Sven Strömberg, schwedischer Leichtathlet († 1986)
- 24. Januar: Hans Potthof, Schweizer Kanute († 2011)
- 27. Januar: Alfons Dorfner, österreichischer Kanute († 1982)
- 27. Januar: Voldemārs Vītols, lettischer Leichtathlet († 1980)
- 28. Januar: Edwin Wedge, US-amerikanischer Eisschnellläufer († 1994)
- 29. Januar: Helmut Fischer, deutscher Schwimmer († 1996)
- 29. Januar: Pekka Vanninen, finnischer Skilangläufer († 1970)
- 30. Januar: John Besford, britischer Schwimmer († 1993)
- 30. Januar: René Duverger, französischer Gewichtheber († 1983)

### Februar
- 01. Februar: Michael Murach, deutscher Amateurboxer und Europameister († 1941)
- 03. Februar: Reba Monness, US-amerikanische Tischtennisspielerin († 1980)
- 07. Februar: Julio Córdova, chilenischer Fußballspieler († 1986)
- 07. Februar: Rudolf Raftl, österreichischer Fußballtorhüter († 1994)
- 09. Februar: Werner Hamel, deutscher Hockeyspieler († 1987)
- 09. Februar: Albert Künzler, Schweizer Eishockeyspieler († 1982)
- 10. Februar: Rebii Erkal, türkischer Fußballspieler und -trainer († 1985)
- 11. Februar: János Kelen, ungarischer Leichtathlet und Sportfunktionär († 1991)
- 12. Februar: Charles Mathiesen, norwegischer Eisschnellläufer († 1994)
- 12. Februar: Hermine Schröder, deutsche Leichtathletin († 1978)
- 14. Februar: Maurice Gatsonides, niederländischer Automobilrennfahrer und Unternehmer († 1998)
- 18. Februar: Jānis Alfrēds Vītols, lettischer Radrennfahrer († 1993)
- 18. Februar: Hans Woellke, deutscher Leichtathlet († 1943)
- 19. Februar: Bill Bowerman, US-amerikanischer Leichtathletiktrainer und Unternehmer († 1999)
- 20. Februar: István Énekes, ungarischer Boxer († 1940)
- 20. Februar: Gyula Gyenes, ungarischer Leichtathlet († 1988)
- 21. Februar: Raúl Toro, chilenischer Fußballspieler († 1982)
- 26. Februar: Henri De Pauw, belgischer Wasserballspieler († 1973)
- 26. Februar: Albina Osipowich, US-amerikanische Schwimmerin († 1964)
- 26. Februar: Cor Wals, niederländischer Radrennfahrer und Mitglied der Waffen-SS († 1994)
- 27. Februar: Julio Curatella, argentinischer Ruderer († 1995)
- 27. Februar: Egon Sundberg, schwedischer Fußballspieler († 2015)

### März
- 01. März: Harry Golombek, britischer Großmeister im Schach († 1995)
- 02. März: Mihály Bozsi, ungarischer Wasserballspieler († 1984)
- 02. März: József Háda, ungarischer Fußballspieler und -trainer († 1994)
- 02. März: Josef Krejci, österreichischer Handballspieler († unbekannt)
- 04. März: Jean-Paul Colas, französischer Automobilrennfahrer († 2019)
- 04. März: Carl Forberg, US-amerikanischer Automobilrennfahrer († 2000)
- 05. März: Nils Eriksen, norwegischer Fußballspieler († 1975)
- 08. März: Wilhelm Sandner, deutscher Eisschnellläufer († 1984)
- 11. März: Ugo Ceccarelli, italienischer Moderner Fünfkämpfer († 1940)
- 11. März: Innozenz Stangl, deutscher Turner († 1991)
- 12. März: Wilhelm Stasch, deutscher Boxer († 1989)
- 13. März: Nakajima Itarō, japanischer Leichtathlet († 1993)
- 14. März: József Kovács, ungarischer Leichtathlet († 1990)
- 14. März: Karl Neckermann, deutscher Leichtathlet († 1984)
- 16. März: Bob Foster, britischer Motorradrennfahrer († 1982)
- 17. März: Vello Kaaristo, estnischer Skilangläufer († 1965)
- 17. März: Eugen Sehnalek, österreichischer Radrennfahrer († 1944)
- 18. März: Josef Neumann, Schweizer Leichtathlet († 1994)
- 19. März: Margarethe Held, österreichische Leichtathletin († unbekannt)
- 19. März: Arnold Viiding, estnischer Leichtathlet († 2006)
- 20. März: Arthur Knautz, deutscher Feldhandballspieler († 1943)
- 24. März: Umberto Cerati, italienischer Leichtathlet († 1994)
- 25. März: Carlo Castelbarco, italienischer Adeliger und Automobilrennfahrer († 1988)
- 26. März: Lennart Atterwall, schwedischer Leichtathlet († 2001)
- 28. März: Consalvo Sanesi, italienischer Automobilrennfahrer († 1998)
- 28. März: Heinrich Sonnrein, deutscher Fußballspieler und -torwart († 1944)
- 30. März: Lester Stoefen, US-amerikanischer Tennisspieler und -trainer († 1970)

### April
- 01. April: Joe Fortenberry, US-amerikanischer Basketballspieler († 1993)
- 01. April: Jerzy Ustupski, polnischer Ruderer († 2004)
- 03. April: Robert Gindre, französischer Skilangläufer († 1991)
- 03. April: Theo Schuster, deutscher Schachspieler und Schachjournalist († 1998)
- 05. April: Georg Liebsch, deutscher Gewichtheber († 1998)
- 07. April: Jesús Chousal, chilenischer Radrennfahrer († 1994)
- 11. April: László Szabados, ungarischer Schwimmer († 1997)
- 11. April: Stanisława Walasiewicz, polnisch-US-amerikanische Leichtathletin († 1980)
- 12. April: Herbert Buhtz, deutscher Ruderer († 2006)
- 13. April: Jerzy Braun, polnischer Ruderer († 1968)
- 13. April: Eric Oliver, britischer Motorradrennfahrer († 1980)
- 16. April: Jerzy Pławczyk, polnischer Leichtathlet († 2005)
- 17. April: Friedrich Demmer, österreichischer Eishockeyspieler († 1966)
- 18. April: Anton Krenn, österreichischer Fußballspieler († 1993)
- 19. April: Helmut Berthold, deutscher Feldhandballspieler († 2000)
- 20. April: Reidar Andersen, norwegischer Skispringer († 1991)
- 22. April: Joseph Lekens, belgischer Eishockeyspieler († 1973)
- 23. April: Bruno Ahlberg, finnischer Boxer († 1966)
- 23. April: András Wanié, ungarischer Schwimmer († 1976)
- 25. April: George Roth, US-amerikanischer Turner († 1997)
- 27. April: Christiaan Berger, niederländischer Leichtathlet († 1965)
- 27. April: Robert Sutton, US-amerikanischer Segler († 1977)
- 30. April: Yaşar Erkan, türkischer Ringer († 1986)

### Mai
- 01. Mai: Leon Knap, jugoslawischer Skilangläufer († unbekannt)
- 03. Mai: Eduard Schmid, Schweizer Handballspieler († 2000)
- 05. Mai: Helmut Cämmerer, deutscher Kanute († 1997)
- 05. Mai: Andor Lilienthal, ungarischer Schachgroßmeister († 2010)
- 05. Mai: Erkki Tamila, finnischer Leichtathlet († 2004)
- 08. Mai: Ben Blaisse, niederländischer Eisschnellläufer († 2006)
- 09. Mai: Crew Stoneley, britischer Leichtathlet († 2002)
- 12. Mai: Gunnar Andersen, dänischer Radrennfahrer († 1981)
- 12. Mai: Wilhelm Leichum, deutscher Leichtathlet († 1941)
- 13. Mai: Marthinus Theunissen, südafrikanischer Leichtathlet († 1983)
- 14. Mai: Kanjo Dschambasow, bulgarischer Radrennfahrer († unbekannt)
- 14. Mai: Matti Lähde, finnischer Skilangläufer († 1978)
- 14. Mai: József Palotás, ungarischer Ringer († 1957)
- 17. Mai: Albéric O’Kelly de Galway, belgischer Schachmeister und der 3. Fernschachweltmeister († 1980)
- 20. Mai: Nelson Gray, US-amerikanischer Leichtathlet († 1982)
- 22. Mai: Violet Olney, britische Leichtathletin († 1999)
- 23. Mai: Betty Nuthall, englische Tennisspielerin († 1983)
- 24. Mai: Michel Pécheux, französischer Fechter († 1985)
- 31. Mai: Bruno Betti, italienischer Leichtathlet († 1986)
- 31. Mai: Else Jacobsen, dänische Schwimmerin († 1965)

### Juni
- 01. Juni: Hermann Auf der Heide, deutscher Hockeyspieler († 1984)
- 02. Juni: Clyde Coffman, US-amerikanischer Leichtathlet († 2001)
- 02. Juni: Joe McCluskey, US-amerikanischer Leichtathlet († 2002)
- 02. Juni: Karl Rührschneck, deutscher Motorradrennfahrer († 1997)
- 03. Juni: Martin Karl, deutscher Ruderer († 1942)
- 03. Juni: Josef Klíma, tschechoslowakischer Volleyball- und Basketballspieler sowie Basketballtrainer und -funktionär († 2007)
- 04. Juni: Billy Fiske, US-amerikanischer Bobfahrer und Olympiasieger († 1940)
- 05. Juni: Paul Söllner, deutscher Ruderer († 1994)
- 06. Juni: John Thornton, britischer Leichtathlet († 1944)
- 07. Juni: Mario Perazzolo, italienischer Fußballspieler und -trainer († 2001)
- 08. Juni: Hans Appel, deutscher Fußballspieler († 1973)
- 09. Juni: Sigi Engl, österreichisch-US-amerikanischer Skirennläufer und Skischulleiter († 1982)
- 12. Juni: Charles Thomas King, britischer Radrennfahrer († 2001)
- 12. Juni: Ingvar Lindberg, schwedischer Eisschnellläufer († 1970)
- 14. Juni: Lew Abramow, russischer Schachspieler und -schiedsrichter († 2004)
- 15. Juni: Karl Endres, deutscher Basketballspieler († 1993)
- 15. Juni: Jack McCracken, US-amerikanischer Basketballspieler († 1958)
- 16. Juni: Gregor Höll, österreichischer Skisportler († 1999)
- 16. Juni: Willibald Schmaus, deutscher und österreichischer Fußballspieler († 1979)
- 17. Juni: Lars Larsson, schwedischer Leichtathlet († 1993)
- 20. Juni: Paul Pietsch, deutscher Automobilrennfahrer und Verleger († 2012)
- 21. Juni: Francis Shaughnessy, US-amerikanischer Eishockeyspieler und -funktionär († 1982)
- 22. Juni: Rudi Ball, deutscher Eishockeyspieler († 1975)
- 22. Juni: Marie Braun, niederländische Schwimmerin († 1982)
- 24. Juni: Juan Manuel Fangio, argentinischer Automobilrennfahrer († 1995)
- 26. Juni: Stanislav Rajdl, tschechoslowakischer Boxer und Ringrichter († 1978)
- 26. Juni: Edelweiss Rodriguez, italienischer Boxer († 1962)
- 26. Juni: Mildred Didrikson Zaharias, US-amerikanische Leichtathletin und Golferin († 1956)
- 27. Juni: Georg Dascher, deutscher Handballspieler († 1944)
- 27. Juni: Markus Maier, österreichischer Skisportler († 2010)
- 28. Juni: Alexander Sinclair, kanadischer Eishockeyspieler († 2002)
- 29. Juni: Thomas Arbuthnott, neuseeländischer Boxer († 1995)
- 30. Juni: Erna Boeck, deutsche Leichtathletin († 2001)

### Juli
- 01. Juli: Pierre Claret, französischer Eishockeyspieler († 1981)
- 02. Juli: Reg Parnell, englischer Automobilrennfahrer sowie Teamchef († 1964)
- 03. Juli: Silvano Abbà, italienischer Moderner Fünfkämpfer († 1942)
- 05. Juli: Philip LaBatte, US-amerikanischer Eishockeyspieler († 2002)
- 07. Juli: Jesse Carver, englischer Fußballspieler und -trainer († 2003)
- 07. Juli: Marcel Reymond, Schweizer Skispringer († unbekannt)
- 09. Juli: Tommy Anderson, kanadischer Eishockeyspieler und -trainer († 1971)
- 09. Juli: Ben Eastman, US-amerikanischer Leichtathlet († 2002)
- 09. Juli: Willy Pieper, Schweizer Regattasegler († 1990)
- 09. Juli: Karl Proisl, österreichischer Kanute († 1949)
- 10. Juli: Heinz Sames, deutscher Eisschnellläufer († 1943)
- 13. Juli: Mehmet Reşat Nayır, türkischer Fußballspieler, -trainer und -funktionär († 1992)
- 15. Juli: Charles Edward Pratt, kanadischer Ruderer († 1996)
- 17. Juli: Lütfü Aksoy, türkischer Fußballspieler, -schiedsrichter und -funktionär († 1998)
- 17. Juli: Fikret Arıcan, türkischer Fußballspieler, -trainer und -funktionär († 1993)
- 17. Juli: Harold Tower, US-amerikanischer Ruderer († 1994)
- 19. Juli: Jos Cillien, luxemburgischer Kunstturner († 1984)
- 19. Juli: Sarah Stewart, britische Schwimmerin († 2008)
- 21. Juli: Charles Chandler, US-amerikanischer Ruderer († 1982)
- 21. Juli: Walter Lohmann, deutscher Radrennfahrer († 1993)
- 22. Juli: Emil Andres, US-amerikanischer Automobilrennfahrer († 1999)
- 23. Juli: John Lax, US-amerikanischer Eishockeyspieler († 2001)
- 23. Juli: Adolf Wagner, deutscher Gewichtheber und Gewichthebertrainer († 1984)
- 24. Juli: Gordon Dailley, britischer Eishockeyspieler († 1989)
- 24. Juli: Ludwig Schuberth, österreichischer Feldhandballspieler († 1989)
- 24. Juli: Bjørn Stiler, dänischer Radrennfahrer († 1996)
- 25. Juli: Len Duncan, US-amerikanischer Automobilrennfahrer († 1998)
- 26. Juli: Horacio Podestá, argentinischer Ruderer († 1999)
- 26. Juli: Reginald Uba, estnischer Leichtathlet († 1972)
- 28. Juli: Gerhard Stöck, deutscher Leichtathlet und Olympiasieger († 1985)
- 28. Juli: Anthony Terlazzo, US-amerikanischer Gewichtheber († 1966)
- 30. Juli: Rui Pinto Duarte, brasilianischer Moderner Fünfkämpfer († 1990)

### August
- 02. August: Alfred Mansveld, belgischer Bobfahrer († unbekannt)
- 02. August: Úlfar Þórðarson, isländischer Wasserballspieler († 2002)
- 06. August: Annibale Frossi, italienischer Fußballspieler und -trainer († 1999)
- 06. August: Diana Pizzavini, italienische Turnerin († 1989)
- 06. August: August Sonderegger, Schweizer Skilangläufer († unbekannt)
- 09. August: Hans Fritsch, deutscher Leichtathlet († 1987)
- 11. August: Philipp Schupp, US-amerikanischer Handballspieler († 1991)
- 12. August: Walter Delle Karth sen., österreichischer Skisportler († 2004)
- 15. August: Mieczysław Kapiak, polnischer Radrennfahrer († 1975)
- 16. August: Fred Rößner, österreichischer Skisportler, Trainer und Sportpionier († 2005)
- 17. August: Michail Botwinnik, russischer Schach-Großmeister († 1995)
- 18. August: Wolfgang Dessecker, deutscher Leichtathlet und Olympiateilnehmer († 1973)
- 21. August: Gedeon Barcza, ungarischer Schachspieler († 1986)
- 22. August: Haakon Sandtorp, norwegischer Radrennfahrer und Radsportfunktionär († 1974)
- 22. August: Anne Vrana-O’Brien, US-amerikanische Leichtathletin († 2007)
- 23. August: Betty Robinson, US-amerikanische Sprinterin und Olympiasiegerin († 1999)
- 23. August: Birger Ruud, norwegischer Skispringer und Olympiasieger († 1998)
- 24. August: Victor Barna, ungarischer Tischtennisspieler († 1972)
- 25. August: Vivi-Anne Hultén, schwedische Eiskunstläuferin († 2003)
- 25. August: Hans Schulze, deutscher Wasserballspieler und -trainer († 1992)
- 26. August: Erich Arndt, deutscher Bahnradsportler († 1961)
- 26. August: Mario Celoria, italienischer Fußballspieler († 1984)
- 29. August: Alan Greene, US-amerikanischer Wasserspringer († 2001)
- 30. August: Bob Kiesel, US-amerikanischer Leichtathlet († 1993)
- 30. August: Hermann Stork, deutscher Wasserspringer († 1962)
- 31. August: Lavinia Gianoni, italienische Turnerin († 2005)

### September
- 01. September: Giovanni Scotti, italienischer Eishockeyspieler († 1992)
- 09. September: Michel Aunaud, französischer Automobilrennfahrer († 1982)
- 09. September: José Escribens, peruanischer Moderner Fünfkämpfer († 1956)
- 10. September: Frithjof Ulleberg, norwegischer Fußballspieler († 1993)
- 11. September: Frank Kurtz, US-amerikanischer Wasserspringer († 1996)
- 14. September: Leslie Graham, britischer Motorradrennfahrer († 1953)
- 15. September: Michał Górski, polnischer nordischer Skisportler († 1985)
- 16. September: Charles Amer, britischer Unternehmer und Fußballvereinspräsident von FC Middlesbrough († 2012)
- 17. September: Otto Daiker, deutscher Motorradrennfahrer († 1968)
- 18. September: Helmut Braselmann, deutscher Feldhandballspieler († 1993)
- 18. September: Karl-Heinz Grindler, deutscher Fußballspieler († 2004)
- 19. September: Aubrey Reeve, britischer Leichtathlet († 1996)
- 19. September: József Vadas, ungarischer Leichtathlet († 2006)
- 20. September: Þorsteinn Hjálmarsson, isländischer Schwimmer und Wasserballspieler sowie Schwimmtrainer († 1984)
- 20. September: Rupert Weinstabl, österreichischer Kanute († 1953)
- 21. September: Heiko Schwartz, deutscher Wasserballspieler und Schwimmer († 1973)
- 22. September: Mikko Hietanen, finnischer Leichtathlet († 1999)
- 22. September: Heinrich Krug, deutscher Wasserballspieler († unbekannt)
- 22. September: Helma Notte, deutsche Leichtathletin († 1997)
- 23. September: Franz Wagner, deutscher und österreichischer Fußballspieler († 1974)
- 24. September: Marcel Chauvigné, französischer Ruderer († 1972)
- 26. September: Charles Hornbostel, US-amerikanischer Leichtathlet († 1989)
- 26. September: Lenore Kight, US-amerikanische Schwimmerin († 2000)
- 26. September: Bruno Venturini, italienischer Fußballtorwart († 1991)
- 27. September: Jacques Landry, kanadischer Skispringer († 1976)
- 28. September: Olle Åkerlund, schwedischer Segler († 1978)
- 28. September: Ellsworth Vines, US-amerikanischer Tennisspieler († 1994)
- 30. September: Ed Danowski, US-amerikanischer American-Football-Spieler († 1997)
- 30. September: Birgit Lundström, schwedische Leichtathletin († 2007)

### Oktober
- 01. Oktober: Richard Torriani, Schweizer Eishockeyspieler und -trainer († 1988)
- 02. Oktober: Bert Duncanson, kanadischer Eishockeyspieler († 2000)
- 02. Oktober: Tilly Fleischer, deutsche Leichtathletin († 2005)
- 03. Oktober: Ljubiša Broćić, jugoslawischer Fußballtrainer († 1995)
- 04. Oktober: Martin Matsbo, schwedischer Skilangläufer († 2002)
- 04. Oktober: Hermann Nattkämper, deutscher Fußballspieler († 2005)
- 10. Oktober: Vincenzo Demetz, italienischer Skilangläufer († 1990)
- 10. Oktober: Rudolf Wöber, österreichischer Leichtathlet († 1982)
- 11. Oktober: Nello Pagani, italienischer Motorrad- und Automobilrennfahrer († 2003)
- 11. Oktober: Juan Carlos Zabala, argentinischer Leichtathlet und Olympiasieger († 1983)
- 12. Oktober: Maribel Vinson, US-amerikanische Eiskunstläuferin und Eiskunstlauftrainerin († 1961)
- 17. Oktober: Tomás Beswick, argentinischer Leichtathlet († 1980)
- 19. Oktober: Ludwig Vörg, deutscher Alpinist († 1941)
- 22. Oktober: Jenő Szilágyi, ungarischer Leichtathlet († 1992)
- 23. Oktober: Jack Keller, US-amerikanischer Leichtathlet († 1978)
- 26. Oktober: Sid Gillman, US-amerikanischer American-Football-Spieler und -Trainer († 2003)
- 27. Oktober: Maurice Perrin, französischer Bahnradsportler († 1992)
- 28. Oktober: Márton Lőrincz, ungarischer Ringer († 1969)
- 28. Oktober: Károly Nemes-Nótás, ungarischer Radrennfahrer († 1982)
- 29. Oktober: Bernard Joy, englischer Fußballspieler († 1984)
- 30. Oktober: Ernst Feick, Präsident des Deutschen Handballbundes († 2007)
- 30. Oktober: Hans Martens, deutscher Leichtathlet († 1970)
- 30. Oktober: Grete Nissl, österreichische Skirennläuferin († unbekannt)
- 30. Oktober: Oimatsu Kazuyoshi, japanischer Eiskunstläufer und Eiskunstlauftrainer († 2001)
- 31. Oktober: Richard Olsen, dänischer Ruderer († 1956)

### November
- 01. November: Otto Eidenschink, deutscher Bergsteiger († 2004)
- 01. November: Sidney Wood, US-amerikanischer Tennisspieler († 2009)
- 02. November: Hans Aichele, Schweizer Bobfahrer († 1948)
- 03. November: Karl Bodmer, deutscher Motorradrennfahrer († 1955)
- 03. November: Ewald Tilker, deutscher Kanute († 1998)
- 05. November: Toshio Irie, japanischer Schwimmer († 1974)
- 07. November: Hans Pesser, österreichischer Fußballspieler und -trainer († 1986)
- 08. November: Imre Rajczy, ungarischer Fechter († 1978)
- 09. November: Ed Kahn, US-amerikanischer American-Football-Spieler († 1945)
- 10. November: Anton Perwein, österreichischer Feldhandballspieler († 1981)
- 11. November: Alfred Fane, britischer Automobilrennfahrer und Flieger († 1942)
- 11. November: Martha Genenger, deutsche Schwimmerin († 1995)
- 14. November: Hugh Farquharson, kanadischer Eishockeyspieler und -trainer († 1985)
- 14. November: Pauls Kaņeps, lettischer Skilangläufer († 2006)
- 18. November: Camillo Mussi, italienischer Eishockeyspieler († 1940)
- 19. November: Harry Haraldsen, norwegischer Eisschnellläufer und Bahnradsportler († 1966)
- 20. November: Eduard Kainberger, österreichischer Torhüter († 1974)
- 20. November: Jean Shiley, US-amerikanische Leichtathletin († 1998)
- 20. November: Paul Zielinski, deutscher Fußballspieler († 1966)
- 20. November: Giuseppe Olmo, italienischer Radrennfahrer († 1992)
- 21. November: Ercole Gallegati, italienischer Ringer († 1990)
- 21. November: Bo Ljungberg, schwedischer Leichtathlet († 1984)
- 25. November: Henri Préaux, französischer Ruderer († 1992)
- 25. November: Sten Suvio, finnischer Boxer († 1988)
- 26. November: Savino Guglielmetti, italienischer Kunstturner († 2006)
- 26. November: Samuel Reshevsky, US-amerikanischer Schachspieler († 1992)
- 27. November: Fritz Bleiweiß, deutscher Leichtathlet († 1989)

### Dezember
- 01. Dezember: Franz „Bimbo“ Binder, österreichischer Fußballspieler († 1989)
- 01. Dezember: Ralph Kercheval, US-amerikanischer Footballspieler († 2010)
- 03. Dezember: Ray Hanken, US-amerikanischer American-Football-Spieler († 1980)
- 04. Dezember: Tauno Lindgren, finnischer Radrennfahrer († 1991)
- 05. Dezember: Ferdinand Friedensbacher, österreichischer Skirennläufer und Skispringer († 1987)
- 07. Dezember: Anton Richter, österreichischer Gewichtheber († 1989)
- 07. Dezember: Birger Wasenius, finnischer Eisschnellläufer († 1940)
- 09. Dezember: Wilhelm Kirschner, rumäniendeutscher Feldhandballspieler († 1994)
- 10. Dezember: Tatsugo Kawaishi, japanischer Schwimmer († 1945)
- 10. Dezember: Noel Ryan, australischer Schwimmer († 1969)
- 13. Dezember: Emmy Albus, deutsche Leichtathletin († 1995)
- 14. Dezember: Nino Borsari, italienischer Radrennfahrer († 1996)
- 15. Dezember: Hans Wiltschek, österreichischer Boxer († 1999)
- 16. Dezember: Joachim Albrecht von Bethmann-Hollweg, deutscher Eishockeyspieler († 2001)
- 17. Dezember: Gilbert de Rudder, Pseudonym Grizzly, belgischer Motorradrennfahrer († 1946)
- 18. Dezember: Werner Korff, deutscher Eishockeyspieler († 1999)
- 18. Dezember: Tom Lavery, südafrikanischer Leichtathlet († 1987)
- 19. Dezember: Gusztáv Juhász, rumänischer Fußballspieler († 2003)
- 23. Dezember: Constantin von Liechtenstein, liechtensteinischer Skirennläufer († 2001)
- 25. Dezember: Bernard Prendergast, jamaikanischer Leichtathlet († 1966)
- 27. Dezember: Heinz Maegerlein, deutscher Sportjournalist († 1998)
- 28. Dezember: Evald Äärma, estnischer Leichtathlet († 2005)
- 28. Dezember: Wil van Beveren, niederländischer Leichtathlet († 2003)
- 29. Dezember: Nicolae Kovacs, rumänischer Fußballspieler und -trainer ungarischer Abstammung († 1977)
- 29. Dezember: Alf Martinsen, norwegischer Fußballspieler und -trainer († 1988)
- 30. Dezember: Walt Brown, US-amerikanischer Automobilrennfahrer († 1951)
- 30. Dezember: Anton Wiedemann, deutscher Eishockeyspieler († 1953)
- Dezember: Queenie Allen, englische Badmintonspielerin († 2007)

### Datum unbekannt
- Sayed Jaffar, indischer Hockeyspieler († 1937)
- Mathilde Puchberger, österreichische Leichtathletin († 1965)
- Hans Riedl, österreichischer Segler († unbekannt)
- Irmintraut Schneider, deutsche Schwimmerin († unbekannt)
- Dorle Schönemann, deutsche Schwimmerin († unbekannt)

## Gestorben
- 13. April: Konrad Koch, deutscher Pädagoge und Fußballpionier (* 1846)

- 23. Mai: Carl August von der Meden, erster Präsident des Deutschen Tennisbundes (* 1841)

- 04. Juni: Fritz Theile, deutscher Radrennfahrer (* 1884)

- 03. Juli: Carl Folcker, schwedischer Turner (* 1889)
- 11. Juli: Merritt Giffin, US-amerikanischer Diskuswerfer (* 1887)
- 23. Juli: Maurice Fournier, französischer Motorrad- und Automobilrennfahrer (* 1880)

- 16. September: Edward Whymper, englischer Bergsteiger (* 1840)
- 22. September: Victor Cadet, französischer Schwimmer und Wasserballspieler (* 1878)
- 28. September: Bernard Redwood, britischer Motorbootfahrer (* 1874)

- 16. November: Lawrence Feuerbach, US-amerikanischer Kugelstoßer und Tauzieher (* 1879)

- 12. Dezember: Georg Hillmar, deutscher Gerätturner (* 1876)